# Toca (singolo)
Toca è un singolo del cantautore italiano AKA 7even, in collaborazione con il rapper italiano Guè, pubblicato il 24 giugno 2022.

## Descrizione
Il brano, scritto da entrambi gli artisti con Camilo Rivera Muñeton, Einar Ortiz e Santiago Aristizabal Galeano, è prodotto dallo stesso AKA 7even con Max Elias Kleinschmidt, in arte Cosmophonix, Gianluca Cranco, in arte DJ Tayone, e 3rindv.

## Promozione
AKA 7even ha eseguito varie esibizioni del brano durante alcune tappe dell'evento musicale Battiti Live.

## Video musicale
Il video musicale, diretto da Alessio Hong e Michele Formica, è stato pubblicato il 5 luglio 2022 sul canale YouTube del cantautore.

## Tracce
Testi di Luca Marzano, Cosimo Fini, Camilo Rivera Muñeton, Einar Ortiz e Santiago Aristizabal Galeano, musiche di Gianluca Cranco, Gianvito Vizzi, Elia Monicelli, Max Elias Kleinschmidt e Renato Luis Patriarca.
1. Toca (feat. Guè Pequeno) – 2:00

## Classifiche
| Classifica (2022) | Posizione massima |
| ----------------- | ----------------- |
| Italia            | 61                |